# Kasztelania bydgoska
Kasztelania bydgoska – Kasztelania bydgoska została utworzona w latach 20. XIII wieku prawdopodobnie przez pierwszego księcia Kujaw, Kazimierza Konradowica. Pierwszy urzędnik określany mianem kasztelana bydgoskiego pojawił się w źródłach pisanych w 1238 r.
Pierwotne terytorium kasztelanii bydgoskiej (XIII w.) obejmowało w przybliżeniu zachodnią połowę obecnego powiatu bydgoskiego. Od południa terytorium sąsiadowało z kasztelanią inowrocławską, od północy i wschodu z wyszogrodzką, a od zachodu z nakielską. Był to generalnie obszar ujęty przez naturalne granice: rzeki Brdę, Pływicę (dzisiaj ciąg jezior byszewskich), Noteć, rzekę Zieloną. Spójności terenów kasztelanii wykraczającej miejscami przez Brdę służyły cztery brody na rzece na odcinku od Koronowa do Bydgoszczy (Koronowo, Tryszczyn, Jachcice, Bydgoszcz).
Po wojnie polsko-krzyżackiej, okupacji krzyżackiej i zwrocie terenów Polsce w 1337 r. kasztelania została niemal dwukrotnie powiększona poprzez wchłoniecie sąsiedniej kasztelanii wyszogrodzkiej Odtąd wschodnią granicą terytorium kasztelanii była rzeka Wisła.

## Przegląd kasztelanów bydgoskich
Urząd kasztelana bydgoskiego największe znaczenie miał w XIII i początkach XIV wieku, kiedy kasztelania stanowiła podstawowy okręg administracyjny. Wówczas w hierarchii kasztelanów zachodniokujawskich bydgoski zajmował drugie miejsce po inowrocławskim. Duże znaczenie prestiżowe miał urząd również w I połowie XV wieku. Kasztelanowie tego czasu towarzyszyli królowi w objazdach kraju, będąc świadkami podpisanymi na dokumentach królewskich. Z tej strony dali się poznać m.in. kasztelan Grzymek z Cieślina (1400-1419), Tomasz z Pakości (1422-1425) i Mikołaj Kiełbasa z Tymieńca (1426-1435). Od II połowy XV wieku, gdy królewskie objazdy zastąpił sejm walny oraz sejmiki rola i atrakcyjność urzędu kasztelanów bydgoskich spadła. Ocenia się, że na Kujawach kasztelania bydgoska wraz z kruszwicką i kowalską stanowiły odpowiednik kasztelanii mniejszych w Wielkopolsce.
Urząd kasztelana był często początkiem do osiągania wyższych godności państwowych. Z mocy prawa kasztelan bydgoski miał zagwarantowane 95 miejsce w Senacie należąc do tzw. senatorów mniejszych. Miał również prawo uczestniczyć w Sejmach. Pozostałe niższe urzędy ziemskie obsadzali miejscowi rycerze. Zostało to prawnie usankcjonowane przez przywilej koszycki w 1374 r. i następne przywileje. W 1772 r. Prusy zaanektowały m.in. powiat bydgoski, jednak godność kasztelana bydgoskiego nie przestała istnieć. Do końca Rzeczypospolitej polska kancelaria królewska wydawała akty nominacyjne na to stanowisko.

## Kasztelanowie bydgoscy
| Monarcha                                                                                         | Wojewoda | #  | Kasztelan                                                                    | Herb | Lata sprawowania urzędu                             | Lata życia                        |
| ------------------------------------------------------------------------------------------------ | --- | -- | ---------------------------------------------------------------------------- | ---- | --------------------------------------------------- | --------------------------------- |
| Kazimierz I kujawski                                                                             | bd. | 1  | Zdzisław ze Sławka Sulisław (Suzzlaus castellanus de Budegac)                |      | 29 czerwca 1238                                     |                                   |
| Kazimierz I kujawski                                                                             | Bogusza | 2  | Bogusław Bogusław z Gogolina                                                 |      | przed 1247 (?)/25 lipca 1253 (?) - 19 sierpnia 1254 |                                   |
| Kazimierz I kujawski/ Siemomysł inowrocławski                                                    | bd./ Wilk z Izbicy/ Maciej Kobiela | 3  | Teodoryk Prus                                                                |      | ok. 1265 (?) – 1268/1269                            | zm. 1268/1269                     |
| Siemomysł inowrocławski/ Bolesław Pobożny                                                        | Maciej Kobiela | 4  | Wojciech z Pęchowa                                                           |      | 1268/1269 (?) - 8 sierpnia 1271                     | zm. 1301                          |
| Bolesław Pobożny/ Leszek Czarny/ Siemomysł inowrocławski                                         | Maciej Kobiela/ Jarosław z Łojewa | 5  | Mroczek z Rogowa Mroczek, Mroczko, z Rogowa, Żernik                          |      | 4 października 1279 - 8 stycznia 1284               |                                   |
| Siemomysł inowrocławski/ Leszek inowrocławski/ Przemysł inowrocławski/ Kazimierz III gniewkowski | Jarosław z Łojewa | 6  | Dominik                                                                      |      | 23 czerwca 1286 - 27 kwietnia 1292                  |                                   |
| Leszek inowrocławski/ Przemysł inowrocławski/ Kazimierz III gniewkowski                          | Bronisz z rodu Pomianów | 7  | Bartosz z Kościoła Bartosz z Kościoła, Kościelca                             |      | 8 maja 1294                                         | Zm. przed 22 listopada 1311       |
| Leszek inowrocławski/ Przemysł inowrocławski/ Kazimierz III gniewkowski                          | Bronisz z rodu Pomianów | 8  | Bałdrzych                                                                    |      | 2 lutego 1296 - 9 czerwca 1299                      |                                   |
| Leszek inowrocławski/ Przemysł inowrocławski/ Kazimierz III gniewkowski                          | Bronisz z rodu Pomianów/ Jan Bezdziadowic z Kołudy                                                                                      | 9  | Jarosław z Płonkowa Jarosław z Płomykowa                                     |      | 15 marca 1306 – 1314                                |                                   |
| Leszek inowrocławski                                                                             | Jan Bezdziadowic z Kołudy | 10 | Przybysław z Leszcz                                                          |      | 6 kwietnia 1315                                     |                                   |
| Leszek inowrocławski/ Przemysł inowrocławski                                                     | Jan Bezdziadowic z Kołudy | 11 | Bogusza                                                                      |      | 11 czerwca 1318 - 1326 (?)                          |                                   |
| Przemysł inowrocławski/ Władysław I Łokietek                                                     | Jan Bezdziadowic z Kołudy/ Jan z Płonkowa                                                                                               | 12 | Bogumił z Pakości                                                            |      | 1325/1326 - 23 stycznia 1330                        | zm. przed lipcem 1332             |
| 1330 – 1337 Okupacja Zakonu krzyżackiego                                                         | |    |                                                                              |      |                                                     |                                   |
| 1337 – 1343 Tymczasowy zarząd starostów wielkopolskich                                           | |    |                                                                              |      |                                                     |                                   |
| Kazimierz III Wielki                                                                             | Jan z Płonkowa/ bd. | 13 | Maciej                                                                       |      | 11 marca 1339 - 19 marca 1348/1348                  |                                   |
| Kazimierz III Wielki                                                                             | Mościc ze Ściborza | 14 | Mściwój ze Strońska Mściwój, Mszczuj, ze Stronska                            |      | 19 lutego 1353 - 25 listopada 1358                  |                                   |
| Kazimierz III Wielki                                                                             | Mościc ze Ściborza | 15 | Wojsław z Zakrzewa Wojsław z Zakrzewa, Woli (Bachórnej)                      |      | 9 lutego 1359 - 29 stycznia 1362                    |                                   |
| Kazimierz III Wielki/ Kazimierz IV słupski                                                       | Mościc ze Ściborza | 16 | Mikołaj (z Kobielic ?)                                                       |      | 19 lutego 1364 - 18 lipca 1374                      |                                   |
| Władysław Opolczyk/ Jadwiga Andegaweńska/ Władysław II Jagiełło                                  | Włodek z Danaborza/ Maciej Maczuda z Małego Lubstowa                                                                                    | 17 | Mikołaj Purcz ze Ściborza Mikołaj, Niczek, Purcz ze Ściborza, Kasza (Kašeci) |      | 26 marca 1382 - 9 grudnia 1399                      |                                   |
| Władysław II Jagiełło                                                                            | Maciej Maczuda z Małego Lubstowa | 18 | Mikołaj z Pakości                                                            |      | 1399 (?) - przed 1 października 1400                | zm. przed 1 października 1400     |
| Władysław II Jagiełło                                                                            | Maciej Maczuda z Małego Lubstowa/ Maciej z Łabiszyna/ Janusz z Kościelca                                                                | 19 | Grzymek z Cieślina Grzymek z Cieślina, Mikołajowic, Żelaskowa                |      | 28 sierpnia 1402 - 3/10 października 1420           |                                   |
| Władysław II Jagiełło                                                                            | Janusz z Kościelca/ Jarand z Grabi i Brudzewa                                                                                           | 20 | Tomasz z Pakości Tomasz, Tomek, z Pakości, Sępólna                           |      | 4 maja 1423 - 22 maja 1426                          |                                   |
| Władysław II Jagiełło/ Władysław III Warneńczyk                                                  | Jarand z Grabi i Brudzewa/ Bogusław ze Służewa i Oporowa                                                                                | 21 | Mikołaj Kiełbasa z Tymieńca Mikołaj Kiełbasa z Tymieńca, Kamiennej           |      | 12 sierpnia 1426 - 16 sierpnia 1444                 | zm. przed 3 stycznia 1446         |
| Kazimierz IV Jagiellończyk                                                                       | Bogusław ze Służewa i Oporowa | 22 | Aleksander z Łabiszyna                                                       |      | 15 września 1448                                    |                                   |
| Kazimierz IV Jagiellończyk                                                                       | Bogusław ze Służewa i Oporowa | 23 | Mikołaj (I) Kościelecki                                                      |      | 17 grudnia 1449 - 22 lutego 1451                    | ok. 1405 – przed 12 stycznia 1480 |
| Kazimierz IV Jagiellończyk                                                                       | Bogusław ze Służewa i Oporowa/ Mikołaj (I) Kościelecki                                                                                  | 24 | Mikołaj Łabiski ze Złotowa Mikołaj Łabiski ze Złotowa, Łabiszyna             |      | 1451 (?) - 11 maja 1453                             |                                   |
| Kazimierz IV Jagiellończyk                                                                       | Mikołaj (I) Kościelecki | 25 | Jan (I) Kościelecki                                                          |      | grudzień 1453 - 23 lutego 1454                      | zm. 1475                          |
| Kazimierz IV Jagiellończyk                                                                       | Mikołaj (I) Kościelecki/ Jan (I) Kościelecki                                                                                            | 26 | Nasław z Gogolina                                                            |      | 9 maca 1455 - 14 października 1460                  |                                   |
| Kazimierz IV Jagiellończyk                                                                       | Jan (I) Kościelecki | 27 | Stanisław Mozgawski                                                          |      | 12 kwietnia 1464 - 17 grudnia 1470                  |                                   |
| -                                                                                                | - | -  | Mikołaj Gołańczewski                                                         |      |                                                     |                                   |
| Kazimierz IV Jagiellończyk/ Jan I Olbracht/ Aleksander Jagiellończyk/ Zygmunt I Stary            | Mikołaj Działyński/ Maciej ze Służewa/ Jan Kościelecki/ Mikołaj (II) Kościelecki/ Mikołaj Kretkowski/ Stanisław Kościelecki             | 28 | Maciej Grudziński                                                            |      | 30 października 1486 - 1 czerwca 1513               | zm. przed 6 października 1513     |
| Zygmunt I Stary                                                                                  | Stanisław Kościelecki/ Mikołaj Kościelecki/ Hieronim Łaski/ Andrzej Oporowski/ Jan Oporowski                                            | 29 | Abraham Zbąski                                                               |      | 9 czerwca 1516 - 4 marca 1528                       | zm. 1541                          |
| Zygmunt I Stary                                                                                  | Jan Oporowski/ Stanisław Tomicki/ Janusz Latalski/ Jan Janusz Kościelecki                                                               | 30 | Maciej Czarnkowski                                                           |      | 8 lipca 1532 - 16 marca 1540                        | zm. 1542                          |
| Zygmunt I Stary/ Zygmunt II August                                                               | Jan Janusz Kościelecki | 31 | Jan Janusz Kościelecki                                                       |      | 18 września 1543 - 27 lipca 1550                    | 1524 – 1564                       |
| Zygmunt II August                                                                                | Jan Janusz Kościelecki/ Andrzej Krotoski/ Andrzej Kościelecki/ Bartłomiej Zebrzydowski/ Jan Służewski/ Mikołaj Sokołowski/ Jan Krotoski | 32 | Sylwester Kretkowski                                                         |      | 27 lipca 1550 - 20 kwietnia 1563                    | 1504 – 1568                       |
| Zygmunt II August                                                                                | Jan Krotoski | 33 | Stanisław Kościelecki                                                        |      | 20 kwietnia 1563 - 7 września 1566                  | zm. 1589/1590                     |
| Zygmunt II August/ Henryk III Walezy/ Stefan Batory/ Zygmunt III Waza                            | Jan Spławski | 34 | Adam Baliński                                                                |      | 30 października 1590 - 5 sierpnia 1601              | zm. przed 15 listopada 1602       |
| Zygmunt III Waza                                                                                 | Michał Działyński/ Jan Gostomski | 35 | Janusz Grzymułtowski Jan, Janusz, Grzymułtowski                              |      | 15 listopada 1602 - 26 czerwca 1617                 | zm. 26 czerwca 1617               |
| Zygmunt III Waza                                                                                 | Jan Gostomski/ Zygmunt Grudziński | 36 | Jarosław Wojciech Sokołowski                                                 |      | 14 lipca 1618 - 20 lutego 1621                      | zm. 1625                          |
| Zygmunt III Waza                                                                                 | Zygmunt Grudziński | 37 | Abraham Ciświcki                                                             |      | 20 lutego 1621 - 18 kwietnia 1627                   | ok. 1593 – 1643                   |
| Zygmunt III Waza/ Władysław IV Waza                                                              | Zygmunt Grudziński/ Stanisław Przyjemski/ Hieronim Radomicki                                                                            | 38 | Jan Sokołowski                                                               |      | 25 stycznia 1628 - 14 października 1636             |                                   |
| Władysław IV Waza                                                                                | Hieronim Radomicki | 39 | Stanisław Sokołowski                                                         |      | 1643 - 20 maja 1644                                 | zm. przed 27 stycznia 1649        |
| Władysław IV Waza                                                                                | Hieronim Radomicki | 40 | Jan Sierakowski                                                              |      | 17 lutego 1649                                      | zm. w 1651/1653                   |
| -                                                                                                | - | -  | Franciszek Załęski                                                           |      | 1650 – 1658                                         |                                   |
| Jan II Kazimierz Waza/ Michał Korybut Wiśniowiecki/ Jan III Sobieski                             | Jakub Hieronim Rozdrażewski/ Jan Opaliński/ Krzysztof Jan Żegocki/ Paweł Ludwik Szczawiński                                             | 41 | Konstanty Lubstowski                                                         |      | 9 kwietnia 1657 - 8 stycznia 1674                   | zm. po 1680                       |
| Jan III Sobieski                                                                                 | Paweł Ludwik Szczawiński/ Jakub Olbracht Szczawiński                                                                                    | 42 | Andrzej Gąsiorowski                                                          |      | 1678/4 stycznia 1649 - 13 września 1683             | zm. przed 19 lutego 1685          |
| Jan III Sobieski/ August II Mocny                                                                | Jakub Olbracht Szczawiński/ Stanisław Jaksa Bykowski                                                                                    | 43 | Andrzej Ignacy Niemojewski                                                   |      | 19 lutego 1685 - 11 lipca 1697                      | zm. 1701                          |
| August II Mocny/ Stanisław Leszczyński                                                           | Franciszek Zygmunt Gałecki/ Maciej Radomicki                                                                                            | 44 | Michał Działyński                                                            |      | 15 maja 1702 - 24 kwietnia 1706                     | zm. 1713                          |
| August II Mocny/ Stanisław Leszczyński                                                           | Maciej Radomicki | 45 | Felicjan Krajewski                                                           |      | 24 kwietnia 1706                                    | zm. w maju 1706                   |
| August II Mocny                                                                                  | Maciej Radomicki | 46 | Mikołaj Olszowski                                                            |      | 16 września 1710 - przed 18 sierpnia 1713           | zm. przed 18 sierpnia 1713        |
| August II Mocny                                                                                  | Maciej Radomicki | 47 | Jakub Wysocki                                                                |      | 18 sierpnia 1713 - 12 listopada 1718                | zm. przed 15 kwietnia 1720        |
| August II Mocny                                                                                  | Maciej Radomicki/ Jan Antoni Radomicki                                                                                                  | 48 | Stanisław Garczyński                                                         |      | 6 czerwca 1720 - 21 czerwca 1726                    | zm. przed 14 lipca 1737           |
| August II Mocny/ Stanisław Leszczyński/ August III Sas                                           | Jan Antoni Radomicki/ Ludwik Bartłomiej Szołdrski                                                                                       | 49 | Stanisław Kościelski                                                         |      | 22 czerwca 1726 - 29 listopada 1740                 | zm. 1744                          |
| August III Sas                                                                                   | Ludwik Bartłomiej Szołdrski/ Władysław Józef Szołdrski                                                                                  | 50 | Augustyn Gąsiorowski                                                         |      | 7 stycznia 1745 - 15 stycznia 1752                  | zm. 15 stycznia 1752              |
| August III Sas/ Stanisław August Poniatowski                                                     | Władysław Józef Szołdrski/ Andrzej Hieronim Zamoyski/ Andrzej Moszczeński                                                               | 51 | Michał Błeszyński                                                            |      | 12 września 1752 - 1768                             | zm. przed 14 czerwca 1769         |
| Stanisław August Poniatowski                                                                     | Andrzej Moszczeński/ Józef Mycielski | 52 | Ignacy Kościelski                                                            |      | 14 czerwca 1769 - 16 listopada 1790                 | zm. przed 30 marca 1792           |
| Stanisław August Poniatowski                                                                     | Piotr Alkantary Sumiński | 53 | Ignacy Zakrzewski                                                            |      | 30 marca 1792 - 1793                                | ur. ok. 1758                      |